# گروه مهدویت
مهدویت عنوان گروهی بود که در سال ۱۳۸۰ به اتهام سوء قصد به علی رازینی رئیس کل دادگستری وقت استان تهران محاکمه شدند.
رهبر گروه به نوشته روزنامه جام جم «سیدمحمد حسینی میلانی» بود که خود را به عنوان روحانی معرفی کرده و در منطقه جنوب تهران (دولت‌آباد) به فعالیت و ادعای ارتباط با امام زمان می‌پرداخت؛ و مدعی بود که سید خراسانی است.
به نوشته روزنامه جام جم این گروه پس از چندی و معروفیت حسینی میلانی در سطح منطقه با افزایش تعداد مریدان به جمع‌آوری اسلحه از پایگاه‌های بسیج پرداخته و نهایتاً به اقدمات ترویستی روی آوردند. در اولین ترور در دی ماه ۱۳۷۷ علی رازینی ترور شد که نا موفق بود و یک رهگذر جان سپرد و محافظان وی زخمی شدند. ترور نا موفق دو تن از علمای اهل سنت و تلاش برای تخریب قبر یکی از رهبران آنان از دیگر اقدامات منسوب به این گروه است.
به نوشته روزنامه جام جم اعضای این گروه (۲۶ تن) دستگیر و محاکمه شدند. میلانی و هواداران او در آغاز کار، حاضر به پذیرش موارد اتهامی خود نبودند و ده‌ها جلسه دادگاه تشکیل شد و سخنان متهمان متناقض بوده‌است. سیدمحمد حسینی میلانی نیز بر اثر نارسایی قلبی فوت کرد. او به علت نارسایی قلب به بیمارستان منتقل شد و تحت عمل جراحی قلب قرار گرفت و مدتی بعد فوت کرد.
«غلامرضا عاملی» که دادگاه او را نفر دوم پرونده مهدویت قید کرد ابتدا در کنار میلانی به اعدام محکوم شد.
نشریان ایران شغل وی را عینک ساز عنوان کردند.
خواهر وی تلاش فراوانی برای رهایی او انجام داد و طی نامه‌هایی به رئیس وقت قوه قضائیه ادعا کرد: «من از شما به عنوان عالیترین مقام قضایی کشور سؤال می‌کنم که قاضی دادگاه با استناد به کدام ماده قانونی، یک هیئت ۳۰ نفره مذهبی را که جز خدمت به نظام مقدس جمهوری اسلامی انگیزه دیگری نداشته به عنوان برانداز معرفی کرده‌است.» در این نامه بخشی از نامه عفو برادرش را منتشر کرده که خطاب به رئیس قوه قضاییه نوشته‌است: «هر آنچه انجام داده نه برای پول و مقام و نه ارتباط با دشمنان جمهوری اسلامی در داخل یل خارج و تنها به قصد اطاعت از امام زمان بوده‌است. وی افزود: امروز شما صدای یک پناهنده و یک طلب عفو کننده و یک عاشق امام زمان را می‌شنوید که نه از عشق خود توبه می‌کند بلکه از این نادم و پشیمان است که زمام زندگی‌اش را به دست مجتهدی نالایق سپرده و بدون آگاهی و شناخت کامل دست به اعمالی زده‌است که برخلاف فقه شیعه و رضای خداوند و پیامبر و چهارده معصوم بوده‌است و من از شما طلب عفو بخشش دارم .»
در اواخر بهار ۱۳۸۲، خبری در روزنامه‌ها منتشر شد مبنی بر این‌که اعضای گروه مهدویت، یکی از اعضای سابق خود را ترور کردند. با توجه به این‌که اطلاعات قبلی، حاکی از این بود که تمام اعضای باند مهدویت دستگیر شده‌اند، انتشار این خبر تعجب‌آور بود اما ظاهرا گروه اخیر هیچ نسبتی با گروه سابق نداشته و تحت سرپرستی فردی به نام منشی‌زادگان که در خارج از کشور به سر می‌برد، اداره می‌شد.
چند سال بعد در سال ۲۰۰۶ عاملی به کانادا گریخته و ادعا کرد فرمانده یک سازمان تروریستی وابسته به حکومت ایران که وظیفه داشته «آیات قرآن در مورد شهادت را بخواند، آموزش بدنسازی داشته باشد و درمورد «دشمنان اسلام» تحقیق کند و «برای خنثی سازی و مقابله با آن‌ها طرح خود را ارائه کند». او نام این گره تروریستی خود ساخته را عاشقان شهادت نامیده بود.
او درخواست پناهندگی از دولت کانادا را ارائه کرده و دولت کانادا حضور وی را برای امنیت کانادا خطرناک دانسته و نیز تقاضای استرداد وی به ایران را مطرح کرد. عاملی هم‌اکنون در کانادا هم چنان به نگارش مدعیاتی پیرامون مهدویت به تاسی از مکتب تفکیک می‌پردازد.